# Claire Diterzi
Claire Diterzi (née Claire Touzi Dit Terzi le 25 juin 1970 à Tours) est une autrice, compositrice, metteuse en scène, interprète et guitariste française. Active depuis le milieu des années 1980 dans différents groupes de punk rock, elle s'épanouit ensuite dans une carrière solo, qui lui permet de collaborer avec différentes personnalités artistiques notamment de la scène théâtrale française. Depuis 2014, elle gère sa propre structure : label, édition et compagnie théâtrale musicale.

## Biographie

### Formation et débuts
Claire Diterzi est la fille d'une mère tourangelle, qui a élevé seule sa famille de trois filles après le départ de leur père, d'origine kabyle, en 1976. Sous l'impulsion de son professeur de dessin, elle commence sa carrière à seize ans, alors qu'elle est élève en arts appliqués au lycée Choiseul,, comme leader du groupe de folk-punk Forguette Mi Note,, un trio puis quintette rock mi-électro sous influences orientales qui sortira deux albums au début des années 1990. Elle participe au premier album solo Hunger of a Thin Man de Theo Hakola en 1994. Elle fait alors des études d'arts graphiques devenant un temps professeur d'illustration puis fonde en 1995 le groupe Dit Terzi et sort son premier album, du même nom. Ce second groupe se sépare en 2001.

### Carrière en solo
Contactée par Philippe Decouflé pour composer la musique de ses spectacles de danse contemporaine Iris en 2002, Claire Diterzi partira avec lui pendant deux ans en tournée au Japon et dans le monde,.
Elle débute alors une carrière en solo et publie son premier album Boucle en 2006 pour lequel elle remporte le Grand Prix du disque de l'Académie Charles-Cros. Elle a composé également la BO du film Requiem for Billy the Kid réalisé par Anne Feinsilber qui fut présenté hors compétition au Festival de Cannes 2006 et a réalisé l'illustration sonore de l'exposition de Titouan Lamazou au Musée de l'Homme en 2008. L'album Tableau de chasse (2008) fut conçu encore une fois directement pour les représentations sur scène accompagné de vidéo et d'une scénographie empruntant au théâtre, notamment au théâtre national de Chaillot. Cet album est particulièrement bien reçu par la critique et fut considéré comme « l'un des plus inventifs [...] entendus ces derniers mois ».
En mai 2010, Claire Diterzi écrit et interprète le rôle de Rosa Luxemburg dans la pièce musicale originale Rosa la rouge mise en scène par Marcial Di Fonzo Bo au Théâtre du Rond-Point à Paris,.

### Résidence à la villa Médicis
En octobre 2010, elle devient la première artiste de musique « actuelle » à obtenir une résidence à la villa Médicis à Rome (avec Magic Malik, jazzman, et deux compositeurs Geoffroy Drouin et Gilbert Nouno formant les quatre lauréats 2010 dans la catégorie musique). Cette attribution entraîna dès le 4 juin une vague de protestations de la part de personnalités évoluant dans le monde de la musique contemporaine, qui adressèrent au Ministre la culture, Frédéric Mitterrand, une lettre ouverte présentant leur inquiétude sur un « désintérêt pour l'art non directement rentable au profit d'une production artistique qui, séduisante par essence, a la faculté de mettre tout le monde d'accord sans aucun effort,.» Contestant ce diagnostic et s'indignant de ces attaques, une contre-pétition intitulée « Soutien à la création musicale : oui ! et sous toutes ses formes » est lancée et signée par de nombreux acteurs du monde musical et culturel. En janvier 2013, sort l'album Le Salon des refusées dont l'écriture et la composition furent en grande partie réalisées durant sa résidence à Rome,. Cet album, très positivement accueilli par une grande majorité de la critique, a été considéré comme une « réponse flamboyante » à ses détracteurs de 2010.

### Je garde le chien - Compagnie et Label

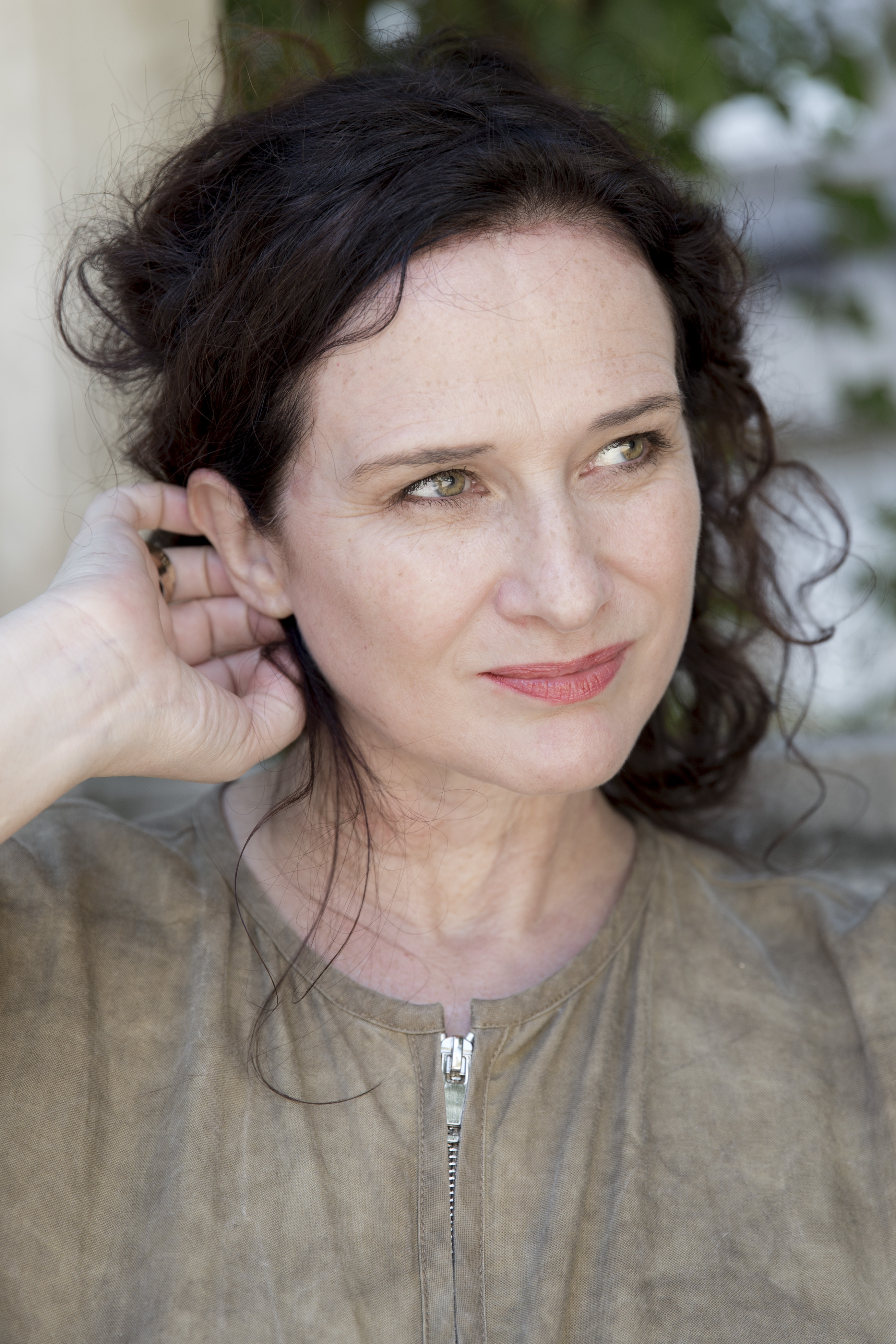
Claire Diterzi en 2022.

Claire Diterzi crée en 2014-2015, une compagnie de théâtre musical/label pour offrir à la chanson de nouveaux espaces d’autonomie et d’expérience à l’épreuve des plateaux, à l’abri des tendances et formatages. 
« Je garde le chien » défend une ligne artistique originale réunissant de multiples formes et domaines artistiques.
La compagnie produit des œuvres composites et inventives au service de propos engagés : l’émancipation féminine, l’attention à la nature, l’altérité, la liberté d’expression, la démocratisation de l’opéra, les liens entre art contemporain et chanson…
Tantôt pour plateau, tantôt tout terrain, tantôt à l'écrit, tantôt à l'écran… ces créations jonglent entre la chanson, le lyrique, le théâtre et intègrent des matières visuelles et scénographiques pour engager les spectateur·trices, les auditeur·trices dans une plongée esthétique puissante.
Au sein de cette compagnie existe de « grandes formes » comme L’Arbre en poche (2018) – libre inspiration du Baron perché d’Italo Calvino pour un comédien, un contreténor et six percussionnistes, dont Claire Diterzi co-signe la mise en scène avec Frédéric Hocké et la musique avec le compositeur Francesco Filidei – ou encore cette relecture de son répertoire en version symphonique, Je garde le chien et l'orchestre/Diterzi Symphonique, commande du Grand Théâtre / Opéra de Tours. 
Mais aussi des projets plus intimistes : Je garde le chien (d’après son Journal d'une création, qu’elle joue seule en scène depuis 2015, ses duos avec le chorégraphe Dominique Boivin (Connais-moi toi-même, créé dans le cadre des Sujets à Vif du Festival d'Avignon 2017) ou le percussionniste Stéphane Garin (Concert à table). 
En janvier 2022, à la suite d'une commande du CDN de Sartrouville pour le festival Odyssées en Yvelines, elle conçoit, compose et met en scène un opéra jeune public tout terrain Puisque c’est comme ça je vais faire un opéra toute seule.
En 2023-2024, au Centquatre-Paris, Concert à table intimiste acoustique avec Lou Renaud-Bailly.

## Discographie

### Participations
- 2009 : On n'est pas là pour se faire engueuler !, album hommage à Boris Vian, sur le titre Elle serait là, si lourde
- 2010 : participation au concert exceptionnel de Malicorne aux Francofolies de La Rochelle, sur le titre Les Tristes Noces.

## Théâtre et danse
- 2010 : Rosa la Rouge, mise en scène de Marcial Di Fonzo Bo au Théâtre du Rond-Point
- 2015 : Connais-moi toi-même, avec Dominique Boivin au Festival d'Avignon
- 2017 : Je garde le chien, avec Fred Hocké
- 2018 : L'Arbre en poche, mise en scène de Claire Diterzi, avec le contre-ténor Serge Kakudji et le comédien Alexandre Pallu
- 2019 : Je garde le chien... et l'orchestre (concert symphonique), au Grand Théâtre de Tours
- 2019 : Concert à table, mise en scène de Claire Diterzi avec le percussionniste Stéphane Garin
- 2022 : Puisque c'est comme ça je vais faire un opéra toute seule, mise en scène, écriture/composition, scénographie de Claire Diterzi - Opéra tout terrain jeune public/tout public pour une interprète
- 2022 : De Béjaïa à…, mise en scène et écriture/adaptation de Claire Diterzi - Théâtre musical/Concert théâtralisé franco-kabyle

## Distinctions

### Décoration
- Commandeur de l'ordre des Arts et des Lettres (2015) de plein droit en tant que membre du conseil de l'ordre des Arts et des Lettres[21].

### Récompenses
- Académie Charles-Cros 2006 :  Grand Prix du disque pour Boucle.
- Prix du syndicat de la critique 2010 : meilleur compositeur de musique de scène pour Rosa la rouge, mise en scène Marcial Di Fonzo Bo, Théâtre du Rond-Point